# Mystery Train
Mystery Train är en amerikansk-japansk långfilm från 1989 i regi av Jim Jarmusch, med Masatoshi Nagase, Youki Kudoh, Screamin' Jay Hawkins och Cinqué Lee i rollerna.

## Handling
Filmen beskriver tre händelser i Memphis under samma tid som sedan kopplas ihop med varandra. Den första delen handlar om ett japanskt par som älskar Elvis och turistar. Andra delen handlar om en italiensk kvinna vars plan är försenat vilket gör att hon måste checka in på ett hotell. Den tredje delen handlar om en brittisk kille (spelad av Joe Strummer) som rånar en affär med sina svarta kompisar som kallar honom Elvis.

## Rollista
| Masatoshi Nagase      | – Jun                |
| Youki Kudoh           | – Mitsuko            |
| Screamin' Jay Hawkins | – Receptionist       |
| Cinqué Lee            | – Bärare i hotell    |
| Nicoletta Braschi     | – Luisa              |
| Elizabeth Bracco      | – Dee Dee            |
| Rick Aviles           | – Will Robinson      |
| Joe Strummer          | – Johnny (Elvis)     |
| Steve Buscemi         | – Charlie the Barber |